# ایمجین درگنز
ایمَجین دِرَگِنْز (انگلیسی: Imagine Dragons) گروه موسیقی پاپ راک آمریکایی از لاس وگاس، نوادا است که از خوانندهٔ اصلی دن رینولدز، گیتاریست دنیل وین سرمن و بیسست بن مک‌کی تشکیل شده است. این گروه با انتشار تک‌آهنگ «وقتشه» و پس از آن نخستین آلبوم استودیویی‌شان، دیدهای شبانه (۲۰۱۲) که از آن تک‌آهنگ‌های موفق «رادیواکتیو» و «شیاطین» حاصل شد، آغاز به کار کرد. «رادیواکتیو» رکورد بیشترین هفتهٔ حضور در بیلبورد هات ۱۰۰ را دارد و رولینگ استون از آن به‌عنوان «بزرگ‌ترین ترانهٔ موفق راک در سال» نام برد. این گروه از سوی ام‌تی‌وی «بزرگ‌ترین گروه چشم‌گیر سال» نام گرفت. بیلبورد آن‌ها را «گروه چشمگیر ۲۰۱۲» و «بزرگ‌ترین گروه ۲۰۱۷» نامید.
دومین آلبوم استودیویی گروه به نام دود + آینه‌ها (۲۰۱۵) در ایالات متحده، کانادا و انگلیس به رتبه نخست جدول رسید. این بند سومین آلبوم استودیویی خود را به نام تکامل (۲۰۱۷) منتشر کرد که منجر به ایجاد سه تک‌آهنگ برتر «معتقد»، «طوفان» و «هرچی لازم باشه» شد. همچنین آنها را به هنرمندی با بیشترین هفته در شماره یک جدول ترانه‌های داغ راک و آلترناتیو تبدیل کرد. این آلبوم در بسیاری از کشورها به پنج رتبهٔ برتر جدول رسید. چهارمین آلبوم استودیویی بند به نام سرچشمه‌ها در سال ۲۰۱۸ منتشر شد. در حالی که هر چهار آلبوم از نظر تجاری موفق بودند، اما با نقدهای متفاوتی روبه‌رو شده‌اند.
ایمجین درگنز برندهٔ سه جایزهٔ موسیقی آمریکا، ۹ جایزهٔ موسیقی بیلبورد، یک جایزهٔ گرمی، یک
جایزهٔ ویدئو موسیقی ام‌تی‌وی و یک جایزهٔ موسیقی جهانی شده است. مطابق گزارش انجمن صنعت ضبط موسیقی ایالات متحده آمریکا، این گروه ۳۵ میلیون نسخه تک‌آهنگ در ایالات متحده و ۲۰ میلیون نسخه آلبوم در سراسر جهان به فروش رسانده است.

## تاریخچه

### ۲۰۰۸–۲۰۱۰
در سال ۲۰۰۸ دیدار دن رینولدز خواننده و اندرو تولمن در دانشگاه بریگم یانگ سرآغاز شکل‌گیری گروه بود. تولمن، دنیل وین سرمن دوست قدیمی خود در دبیرستان را به گروه اضافه می‌کند. دنیل وین سرمن از کالج موسیقی برکلی فارغ تحصیل شده بود. کمی بعد تولمن همسر خود بریتنی تولمن را برای همخوانی و نواختن کیبورد به گروه اضافه می‌کند. سرمون یکی دیگر از دانش آموزان کالج موسیقی برکلی بن مک‌کی را وارد گروه می‌کند تا اعضای گروه کامل شود. آهنگ "Battle of the Bands" در دانشگاه بریگم یانگ و دیگر مسابقات محلی در همان سال‌ها برنده شد. اعضا گروه با هم در لاس وگاس، شهر دن رینولدز زندگی می‌کردند که نخستین آلبوم گروه را در آنجا ضبط کردند.

### ۲۰۱۱ تا ۲۰۱۳ موفقیت جهانی و آلبومدید در شب
اندرو تولمن و بریتنی تولمن از اعضای اولیه گروه در ژوئیه ۲۰۱۱ این گروه را ترک کردند و دنیل پلاتزمن و ترزا فلامینیو جایگزین آن‌ها شدند که ترزا فلامینیو نیز در ژانویه ۲۰۱۲ گروه را ترک کرد.
ایمجین دراگنز همکاری نزدیکی با الکس دا کید داشت، تا اولین کار باشکوه خود را خلق کنند. آن‌ها یک آلبوم چند آهنگ به نام ادامه ی سکوت در روز عشق منشر می‌کنند که به رتبه ۴۰ مجله بیلبورد صعود می‌کند. آن‌ها همچنین آلبوم چند آهنگ دیگری به نام منو بشنو در سال ۲۰۱۲ منتشر می‌کنند.
کمی بعد ایمجین درگنز تک‌آهنگی به نام وقتشه منتشر می‌کنند که به رتبه ۱۵ مجله بیلبورد صعود می مند و نماهنگ آن نامزد دریافت بهترین نماهنگ راک نیز می‌شود.
آنها پس از ضبط آلبوم خود دید در شب در روز بعد روز کارگر در آمریکا منتشر می‌کند. این آلبوم در هفته اول انتشار به رتبه دوم مجله بیلبورد می‌رسد و همچنین رکورد فروش ۸۳٬۰۰۰ نسخه فروش را می‌زند که بهترین آغاز از سال ۲۰۰۶ به حساب می‌آمد. این آلبوم همچنین در کشورهای مختلف دیگری نیز به جدول ده آهنگ برتر می‌رسد. همچنین این آلبوم جایزهٔ بهترین آلبوم راک سال را از مجله بیلبورد دریافت می‌کند.
رادیواکتیو دومین تک‌آهنگ از این آلبوم به رتبه نخست جداول بهترین‌های راک و آلترنتیو راک می‌رسد. این تک‌آهنگ بیش از هفت میلیون نسخه می‌فروشد و با باقی ماند در جدول صد آهنگ برتر سال بیلبورد رکورد به مدت ۸۷ هفته و باقی ماندن به مدت ۲۳ هفته در جایگاه اول جدول آلترنتیو راک رکورد شکنی می‌کند. این آهنگ با فروش فوق‌العاده خود از Nielsen SoundScan عنوان بهترین آهنگ راک دیجیتال در تاریخ را دریافت می‌کند. مجله رولینگ استون آن را به عنوان بهترین آهنگ راک سال برمی‌گزیند. رادیواکتیو بیش از هر آهنگ دیگری در اسپاتیفای شنیده می‌شود. این آهنگ نامزد بهترین رکورد سال و بهترین اجرای راک در مراسم گرمی می‌شود و برنده بهترین اجرای راک می‌شود.
سومین تک‌آهنگ از آلبوم دید در شب به رتبه اول جدول آهنگ‌های پاپ و رتبه ششم جدول صد آهنگ برتر مجله بیلبورد می‌رسد.
ایمجین دراگون در سال ۲۰۱۳، به همراه خانواده تیلر رابینسون، یک مؤسسه خیریه به نام بنیاد رابینسون تایلر که به جوانان در مبارزه با سرطان کمک می‌کند را بنیاد نهادند.

### دود + آیینه‌ها(۲۰۱۴- تا اکنون)
در لولاپوزای سائو پائولو، برزیل و در آخرین شب اجرای تور گروه، دن رینولدز گفت:" ما همیشه در حال نوشتن ترانه هستیم، پس نتیجه می‌گیریم آلبوم دوم تو راهه! مگه اینکه بمیریم و به کلوب ۲۷ ملحق بشیم! امیدورام که زنده بمونیم و آلبوم دوم رو بسازیم. نمی‌تونم زمان دقیقی بگم ولی آلبوم جدید تو راهه!"
قبل از انتشار آلبوم در ژولای ۲۰۱۴ اعلام شد که یکی از تک‌آهنگ‌های ایمجین دراگنز به نام «شعار جنگی» در فیلم تبدیل‌شوندگان: عصر انقراض پخش می‌شود. همچنین در سپتامبر ۲۰۱۴ آهنگ «جنگ جوها» در یکی از جشنواره‌های بازی‌های کامپیوتری پخش شد.
در ۲۴ام اکتبر آهنگ «زندگیم را شرط می‌بندم» در قالب چند قطعهٔ تصویری کوتاه در فیسبوک و اینستاگرام پخش شد و در ۲۷ام اکتبر به صورت رسمی انتشار یافت. در ۳ام نوامبر این آهنگ برای پخش به رادیو آلترناتیو آمریکا فرستاده شد.
در ۲ام دسامبر ۲۰۱۴ ایمجین دراگنز مطلبی در شبکه‌های اجتماعی منتشر کرد و در آن از هواداران خود در آمریکا درخواست کرد در شهرهایشان دنبال سورپرایز بگردند و اگر چیزی پیدا کردن منتشر کنند! همچنین آن‌ها به دو منطقه در لاس وگاس اشاره کردند. ظرف مدت کوتاهی در بیلبوردهای آثار هنری، اسم گروه، هشتگ ("#smoke+mirrors") و چندین عنوان که گفته می‌شد اسامی آهنگ‌های آلبوم جدید است، به نمایش درآمد. همانند تابستان سوئد شلیک‌ها، پولاروید، خیلی متاسفم و طلا. در روز بعد طرح روی جلد آلبوم و تاریخ انتشار آن در شبکه‌های اجتماعی فاش شد.
در ۵ام فوریه ۲۰۱۵ ایمجین دراگنز یک اجرای نیم ساعته در تماشاخانهٔ مایان در لس آنجلس داشتند. آن‌ها آهنگ‌های رادیواکتیو و وقتشه را از آلبوم دید در شب اجرا کردند. بعد از این قطعه‌های، طلا، تابستان و خیلی متاسفم از آلبوم جدیدشان را خواندند. انتشار رسمی آلبوم دود + آیینه‌ها در تاریخ ۱۷ فوریه ۲۰۱۵ انجام شد. در ۳ام ژوئن ۲۰۱۵ تور شمال آمریکای گروه از پورتلند، اورگن شروع شد.
در مدت زمان تور، گروه دو تک‌آهنگ _ جدا از آلبوم جدیدشان_ منتشر کردند. آهنگ «ریشه‌ها» در ۲۵ام اوت ۲۰۱۵ و «من خودم بودم» در ۱۲ام اکتبر ۲۰۱۵ از طریق آی‌تیونز. ایمجین دراگنز همچنین آهنگ «برای همیشه دوستت دارم» گروه ایگلز آف دف متال را برای همدردی با قربانیان حملات نوامبر ۲۰۱۵ پاریس در تاریخ ۱۸ام دسامبر ۲۰۱۵ اجرا کردند. تور جهانی دود + آیینه‌ها در ۵ فوریه ۲۰۱۵ در آمستردام پایان یافت.
دن رینولدز در مصاحبه با مجله بیلبورد اظهار کرد که گروه تا پایان سال ۲۰۱۶ یک وقفهٔ کوتاه خواهد داشت «در ادامهٔ سال قصد داریم فعالیتی نداشته باشیم. مثل شش سال گذشته ما متوقف نشدیم. فقط برای یک سال آینده کار جدیدی نداریم»
آلبوم سوم آنها یعنی تکامل (به انگلیسی Evolve) (یا با شکل ƎVOLVE) در ۲۳ ژوئن ۲۰۱۷ منتشر شد، تک آهنگ‌های این آلبوم آهنگ‌های «معتقد» و «طوفان» و «هرچه لازم باشه» و «راه رفتن روی سیم» و «کنار من» بود، وقفه بین سال‌های ۲۰۱۶ تا ۲۰۱۷ و پیام‌های رمزآلود گروه در شبکه‌های اجتماعی انتظار برای انتشار این آلبوم را بیشتر کرد، در مقایسه با «دود + آینه‌ها» و «دیده‌های شبانه» دن رینولدز خواننده اصلی این آلبوم را تکاملی برای گروه نامید.
تکامل به رتبه دو ۲۰۰ آلبوم برتر بیلبورد آمریکا رسید و نقدهای متفاوتی از منتقدان دریافت کرد، برخی از منتقدان این آلبوم را پیشرفتی برای گروه نامیدند و برخی دیگر این آلبوم را آلبومی صرفاً بی جان و تجاری نامیدند.
همچنین درحال حاضر این آلبوم به اولین آلبوم توسط یک گروه در تاریخ تبدیل شده است که به ۶ میلیارد استریم در برنامه اسپاتیفای رسیده است.
آنها در همان سال ۲۰۱۷ نیز تور جهانی ای با نام آلبوم خود یعنی تکامل داشتند که از جمله کشورهایی که آنها رفتند می‌توان به عربستان، آمریکا، المان، سوییس، ایتالیا، پرتغال، روسیه، هلند، فرانسه، بلژیک، اتریش، اسپانیا، کانادا، نروژ، سوئد، جمهوری چک، برزیل، انگلیس، ژاپن و چین اشاره کرد این تور جهانی تا نوامبر ۲۰۱۹ به طول انجامید.
همچنین این آلبوم ۱۰۹۰۰۰ نسخه فروش خالص داشته است و دارای سه گواهی الماس (سه آهنگ با فروش بالای ۱۰ میلیون نسخه فروش خالص) می‌باشد و همچنین پس از گذشت پنج سال از انتشارش در رتبه ۱۴۶ دویست آلبوم برتر بیلبورد آمریکا است!
آلبوم چهارم آنها یعنی سرچشمه‌ها در سال ۲۰۱۸ یعنی حین تور تکامل در تاریخ ۹ نوامبر ۲۰۱۸ منتشر شد، خواننده اصلی دن رینولدز این آلبوم را به‌عنوان آلبوم خواهر تکامل نامید.
سرچشمه‌ها به‌طور کلی نقدها متفاوتی از منتقدان دریافت کرد، اما بسیاری ادعا کردند که این آلبوم پیشرفتی نسبت به آلبوم قبلی یعنی تکامل است، تک آهنگ‌های این آلبوم آهنگ‌های «طبیعی» و «صفر» و «ماشین» و «دروغگوی بد» بود، یک تک آهنگ اضافی به نام «پرندگان» در سال ۲۰۱۹ هم منتشر شد.
دن رینولدز خواننده اصلی اظهار داشت که اگرچه گروه‌ها پس از تور برای مدتی استراحت می‌کنند ولی پس از تور آهنگ‌هایی نوشته بودند که باید فوراً همان موقع منتشر می‌کردند.
گروه در ۱۷ ژوئیه ۲۰۱۸ آهنگ طبیعی را به‌عنوان تک آهنگ اصلی منتشر کرد، در آن زمان این آهنگ به رتبه ۱۳ صد آهنگ برتر بیلبورد آمریکا رسید
در ۱۹ سپتامبر ۲۰۱۸ آهنگ صفر به‌عنوان دومین تک آهنگ و آهنگ اصلی انیمیشن سینمایی رالف خرابکار ۲ استفاده شد، در آن زمان این آهنگ به رتبه ۱۰ جدول برترین آهنگ‌های راک بیلبورد قرار گرفت.
در ۳۱ اکتبر ۲۰۱۸ آهنگ ماشین به‌عنوان سومین تک آهنگ منتشر شد.
در ۶ نوامبر ۲۰۱۸ آهنگ دروغگو بد چهارمین تک آهنگ به مناسبت اولین طلاق خواننده اصلی دن رینولدز از همسرش اِیجا ولکمن و داستان بازگشت دوباره آنها به هم منتشر شد.
سرچشمه‌ها با ۶۱۰۰۰ فروش خالص در رتبه دوم بیلبورد ۲۰۰ آلبوم برتر آمریکا قرار گرفت.
آلبوم آنها در تاریخ ۳ سپتامبر ۲۰۲۱ به اسم mercury-act1 منتشر شد.
آلبوم جدید آنها در تاریخ ۱ ژوئیه ۲۰۲۲ به اسم Mercury-Act2 منتشر خواهد شد و از این آلبوم تک آهنگ‌های Bones و Sharks منتشر شده.

## اعضای گروه
کاربران حاضر
- دن رینولدز – خواننده و نوازنده سازهای ضربی (۲۰۰۸ تا کنون)
- دنیل وین سرمن - گیتاریست، ویولن سل (۲۰۰۹ تا کنون)
- بن مک‌کی – باس (۲۰۰۹ تا کنون)

اعضای سابق
- دنیل پلاتزمن - درام، ویولا (۲۰۱۱–۲۰۲۳)
- اندرو تولمن - درامز، آواز (۲۰۰۸–۲۰۱۱)
- بریتنی تولمن - پیانو، آواز (۲۰۰۹–۲۰۱۱)
- ترزا فلامینیو - پیانو، آواز (۲۰۱۱–۲۰۱۲)
- دیو لمک - گیتار باس، آواز (۲۰۰۸–۲۰۰۹)
- آورا فلورنس - پیانو، آواز، ویالون(۲۰۰۸)
- اندرو بک - گیتار، آواز (۲۰۰۸)

اعضای تور
- رایان واکر - کیبورد، گیتار، سازهای کوبه‌ای و آواز (۲۰۱۱ تا ۲۰۱۵)
- ویلیام اف. ول - کیبورد، گیتار ریتم، گیتار معمولی، آواز (۲۰۱۵ تا کنون)

## آلبوم‌شناسی
- دیدهای شبانه (۲۰۱۲)
- دود + آینه‌ها (۲۰۱۵)
- تکامل (۲۰۱۷)
- سرچشمه‌ها (۲۰۱۸)
- عطارد – پرده ۱ و ۲ (۲۰۲۲)
  - عطارد – پرده ۱ (۲۰۲۱)
  - عطارد – پرده ۲ (۲۰۲۲)
- لوم (۲۰۲۴)